# Eliza Pratt Greatorex

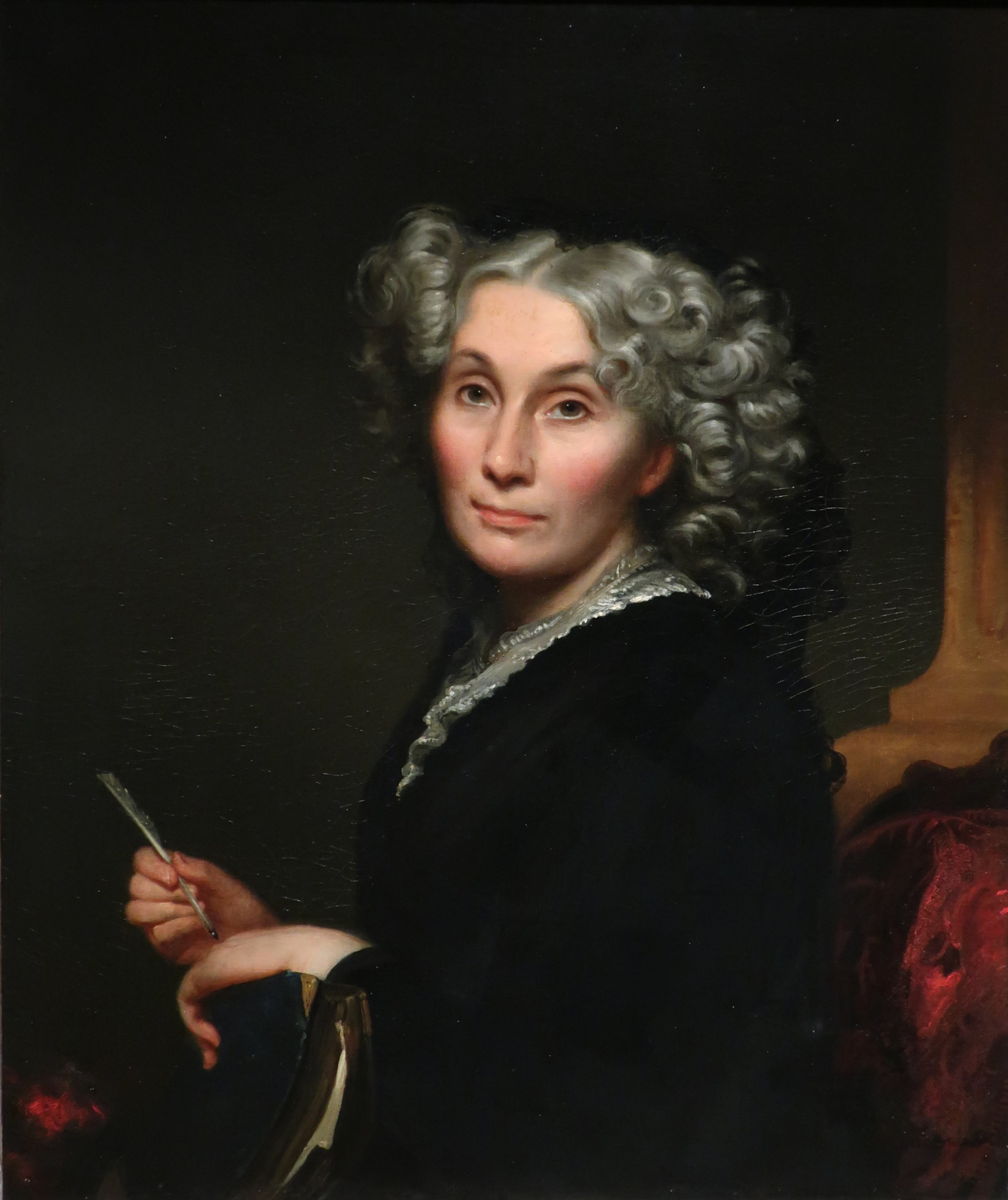
Ferdinand Thomas Lee Boyle: Portrait of Eliza Pratt Greatorex, 1869, Öl auf Leinwand

Eliza Pratt Greatorex (* 25. Dezember 1819 in Manorhamilton als Eliza Pratt; † 9. Februar 1897 in Paris) war eine US-amerikanische Landschaftsmalerin, -zeichnerin und -radiererin.

## Leben
Eliza Pratt wurde an Weihnachten 1819 im irischen Manorhamilton als Tochter eines methodistischen Pfarrers geboren. Von früh an wurden Eliza und ihre Schwester Matilda ermutigt, in den Künsten aktiv zu werden; beide strebten für einige Zeit eine Karriere als Schriftstellerinnen an. 1840 wanderte die Familie nach New York City aus, wo sich Eliza der Malerei widmete. 1849 heiratete sie den englischstämmigen Musiker Henry Wellington Greatorex (1816–1858), mit dem sie hauptsächlich in Hartford, Connecticut, lebte. Parallel begann sie, ihre künstlerischen Bemühungen zu intensiveren; unter anderem trat sie einem New Yorker Kunstverein bei und stellte ab 1855 erste Zeichnungen bei der National Academy of Design aus. Als ihr Ehemann 1858 unerwartet verstarb, verblieb Eliza Greatorex mit der alleinigen Verantwortung für zwei Töchter. Bestrebt darin, mit der Kunst fortan ihren Lebensunterhalt zu verdienen, nahm sie Unterricht bei den New Yorker Landschaftsmalern James Hart, William Hart und William Wotherspoon und bezog ein eigenes Studio am Broadway. Ab 1858 stellte sie regelmäßig in New York, Boston, Philadelphia und Washington, D.C. aus; parallel gab sie Zeichenunterricht an einer Mädchenschule. Ihr Werk dieser Jahre lässt sich der Hudson River School zurechnen.

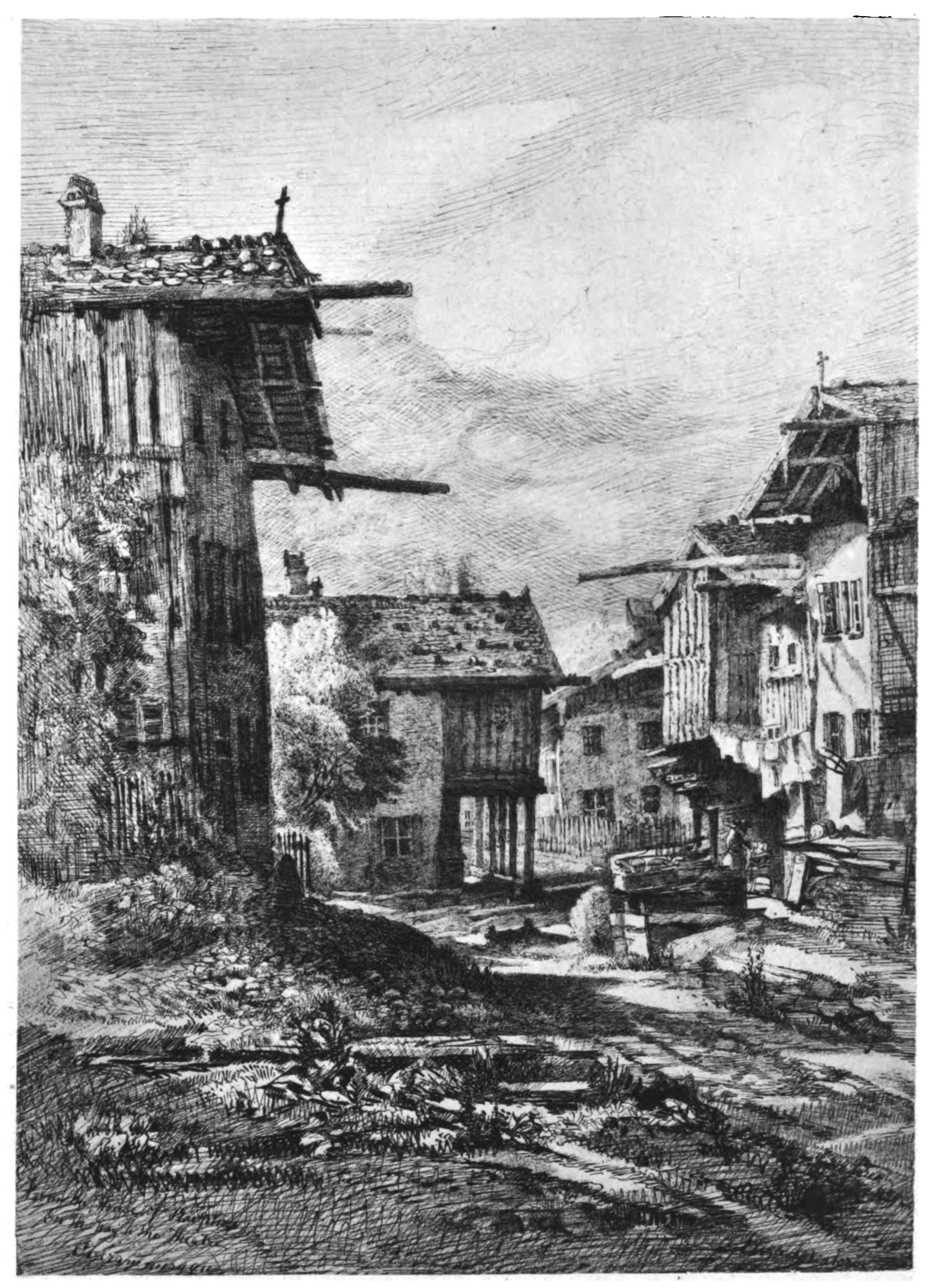
View from the house of „Caiphas“, publiziert als viertes Blatt in den Homes of Oberammergau, Radierung, 1872

1861 reiste Greatorex zum ersten Mal nach Paris, wo sie für einige Zeit unter dem Landschaftsmaler Émile Lambinet studierte. Ihre Zeichnungen des Dorfes Chevreuse südlich von Paris waren ein großer Erfolg. Bald hatte sich Greatorex als anerkannte Landschaftsmalerin und -zeichnerin etabliert: Während der 1860er Jahre war sie als einzige Frau Mitglied in der Artists’ Fund Society, bevor sie 1869 als assoziiertes Mitglied in die National Academy of Design aufgenommen wurde. 1870 zog sie mit ihren Töchtern, die ebenfalls Malerinnen geworden waren, nach München, von wo aus die drei über die nächste Zeit diverse Orte in Deutschland und Italien besuchten. Besonders war Greatorex von Nürnberg und Oberammergau angetan; an beiden Orten fertigte sie diverse Zeichnungen an, die sie als Radierungen zusammen mit Tagebucheinträgen publizierte. Nach ihrer Rückkehr nach New York City 1872 reiste sie nach einem Auftrag des Verlegers George Palmer Putnam nach Colorado Springs, wo sie ebenfalls Zeichnungen anfertigte, die sie 1873 veröffentlichte. Die Skizzen werden zu den frühesten im US-Bundesstaat Colorado entstanden Kunstwerken von US-Amerikanern gezählt. Fortan begann sie, verstärkt Radierungen anzufertigen. Parallel etablierten sich auch ihre beiden Töchter Kathleen Honora Greatorex (1851–1942) und Eleanor Greatorex (1854–1908) als Künstlerinnen.
Parallel fertigte Greatorex in der ersten Hälfte der 1870er Jahre auch Zeichnungen historischer Gebäude in New York City an, die sie pünktlich zum 100. Jubiläum der Amerikanischen Revolution 1876 publizierte, zunächst 1875 als Band von Zeichnungen und dann 1876 als Lithografien. Eine Auswahl von 18 Zeichnungen zeigte sie auch auf der Centennial Exhibition. In Anerkennung dieser Werke wurde sie vom New Yorker Frauenclub Sorosis zum Ehrenmitglied ernannt. Zudem sammelte sie Holzstücke aus alten Gebäuden, die sie mit kleinen Gemälden oder Zeichnungen verzierte und als Souvenirs verkaufte. Neben solchen für die breite Masse gedachten Werken brachte sie nach wie vor auch hochwertigere Ölgemälde hervor. 1879 reiste Greatorex erneut nach Paris, um sich bei Henri Toussaint und Maxime Lalanne in der Kunst der Radierung fortzubilden. Sie adaptierte schließlich den impressionismusartigen Stil der Landschaftsmalerei der Schule von Barbizon für Radierungen. Eine Reihe entsprechender Werke fertigte sie von Szenen in New York City, Cernay-la-Ville und Algier an, wo sie mit ihren beiden Töchtern für einige Zeit lebte. Einige dieser Werke zeigte sie unter anderem auf dem Salon de Paris, beim New York Etching Club und im Museum of Fine Arts, Boston. Nach der zwischenzeitlichen Rückkehr in die Vereinigten Staaten wanderte Greatorex 1886 zusammen mit ihren Töchtern dauerhaft nach Frankreich aus, von wo aus die Familie über die nächsten Jahren große Teile Europas bereiste. Sie starb Anfang 1897 im Alter von 77 Jahren in Paris. 2020 publizierte die Kunsthistorikerin Katherine Manthorne eine Biografie über Greatorex.

## Veröffentlichungen
- The Homes of Ober-Ammergau: A Series of Twenty Etchings in Heliotype, from the Original Pen-and-Ink Drawings, together with Notes froma Diary Kept during a Three Months’ Residence in Ober-Ammergau, in the Summer of 1871. Jos. Albert, München 1872.
- Summer Etchings in Colorado. Mit einem Vorwort von Grace Greenwood. G. P. Putnam’s Sons, New York 1873.
- Etchings in Nuremberg. G. P. Putnam’s Sons, New York 1875.
- Old New York, from the Battery to Bloomingdale. Mit Begleittexten von Matilda Pratt Despard. G. P. Putnam’s Sons, New York 1875.
- Souvenir of 1876. Verlag unbekannt. New York 1876.